# Dallas (Georgia)
Dallas è una città degli Stati Uniti d'America, situata nello Stato della Georgia e in particolare nella contea di Paulding, della quale è il capoluogo.
Deve il suo nome al vicepresidente degli Stati Uniti George M. Dallas.